# Marc Dietel
Marc Dietel (* 1966 in Mainz) ist ein deutscher Künstler, der heute in der Nähe von München lebt und als freischaffender Zeichner und Bildhauer arbeitet. Nach einem Grafikdesign Studium machte er sich zunächst als Illustrator und Karikaturist einen Namen und malte überwiegend großformatige Arbeiten mit Airbrush, im Fokus der Mensch und seine zunehmende Abhängigkeit von Maschinen und Computern.
Zu seinen bekanntesten Arbeiten zählte das „KRAFTFELD“, eine Installation aus 2500 blauen Ähren, die sich mit dem Thema Ausgrenzung beschäftigte und von der Deutschen AIDS-Hilfe sowie kirchlichen und politischen Verbänden als Thema aufgegriffen und begleitet wurde. Zu sehen war das „Kraftfeld“ unter anderem in der Münchner Lukas-Kirche, anlässlich der documenta 11 in der Markus-Kirche in Kassel, im Atrium in Berlin und im Hamburger Seegerichtshof.
Als akademischer Zeichner beginnend hat Marc Dietel heute einen originären Zeichenstil entwickelt, der sich sowohl mit illustrativen wie temporären Aspekten der Zeichnung beschäftigt und eine spannende Gratwanderung zwischen dem noch Gegenständlichen und dem Gegenstandslosen schafft. Dabei überträgt er seine Zeichnungen auf Plastiken und Skulpturen, bis hin zu Installationen, die von Linien und Strukturen beherrscht werden.
Das Prinzip der unilinearen Zeichnung ist ein von Marc Dietel zur Perfektion weiterentwickeltes Stilmittel, seiner Sicht der Dinge und Sicht auf die Welt Ausdruck zu verleihen in der Gegenständlichkeit verhaftet bleibt, Möglichkeiten aufzeigt, Fragen stellt und zuweilen unbequeme politische Aussagen trifft.